# Manuel Solé
Pour les articles homonymes, voir Solé.
Manuel "Manolo" Grau Solé, plus connu comme Manuel Solé, né le 26 décembre 1872 à Benissanet (province de Tarragone, Espagne) et mort le 7 mai 1934 à Barcelone, est un pionnier du sport espagnol.
Il dirige le Gimnasio Solé où fut fondé le FC Barcelone dont il fut joueur et dirigeant.

## Biographie
Né à Benissanet, il s'installe à Barcelone à l'âge de vingt-trois ans sous la tutelle de son oncle, Francisco Solé, qui est le propriétaire d'un important gymnase situé dans la rue Montjuïc del Carme. Il devient un pionnier du sport à Barcelone, faisant office de moniteur de gym et pratiquant l'escrime, discipline où il gagne de nombreux tournois.
Ami de Hans Gamper, en 1899 il vit de près la fondation du FC Barcelone qui a lieu au Gimnasio Solé. Il est un des premiers abonnés du club et joue au moins un match en 1900 au poste de défenseur. Il est vice-secrétaire du comité du club présidé par Walter Wild entre octobre et décembre 1900. Plus tard, pendant la présidence de Otto Gmelin (1909-1910), il fait aussi partie du comité.
Il est ami de Bernat Picornell avec qui il fonde le Club Natació Barcelona, pionnier dans la pratique de la natation et du waterpolo en Espagne, fondé au Gimnasio Solé en 1907. Il est vice-président du club et est à l'origine du premier championnat d'Espagne de natation. Il fonde aussi un club pédestre qui porte son nom (Solé Pedestre Club).
En 1910, il devient directeur et propriétaire du Gimnasio Solé, succédant à son oncle. En 1914, il ferme l'ancien local pour en ouvrir un autre à quelques mètres, rue Pintor Fortuny, sous le nom de Centro de Cultura Física Solé,,.